# Rhinolophus clivosus
Rhinolophus clivosus е вид прилеп от семейство Подковоносови (Rhinolophidae). Видът не е застрашен от изчезване.

## Разпространение и местообитание
Разпространен е в Алжир, Ангола, Бурунди, Демократична република Конго, Джибути, Египет, Еритрея, Етиопия, Замбия, Зимбабве, Йемен, Израел, Йордания, Камерун, Кения, Лесото, Либия, Малави, Мозамбик, Намибия, Оман, Руанда, Саудитска Арабия, Свазиленд, Сомалия, Танзания, Уганда, Чад, Южен Судан и Южна Африка.
Обитава скалисти райони, градски и гористи местности, пустинни области, места със суха почва, пещери, ливади, храсталаци, савани, крайбрежия и плажове в райони с тропически и субтропичен климат, при средна месечна температура около 21,8 градуса.